# Велика базиліка (Плиска)
Велика базиліка в Плісці — перший собор автокефальної болгарської архієпископії після християнізації Болгарії. Маючи довжину 99 метрів і ширину 29,5 метра, базиліка була однією з найбільших християнських церков у світі в IX столітті. До побудови базиліки Святого Петра це була найбільша церква у світі.
Площа базиліки 2920 м². Церковні обряди в соборі здійснював архієпископ, у великих святах брав участь і болгарський правитель. Розкопки 1970-х років показують, що базиліка була відновлена, а під нею — залишки іншої базиліки та фундаменти язичницького праболгарського капища.

## Галерея

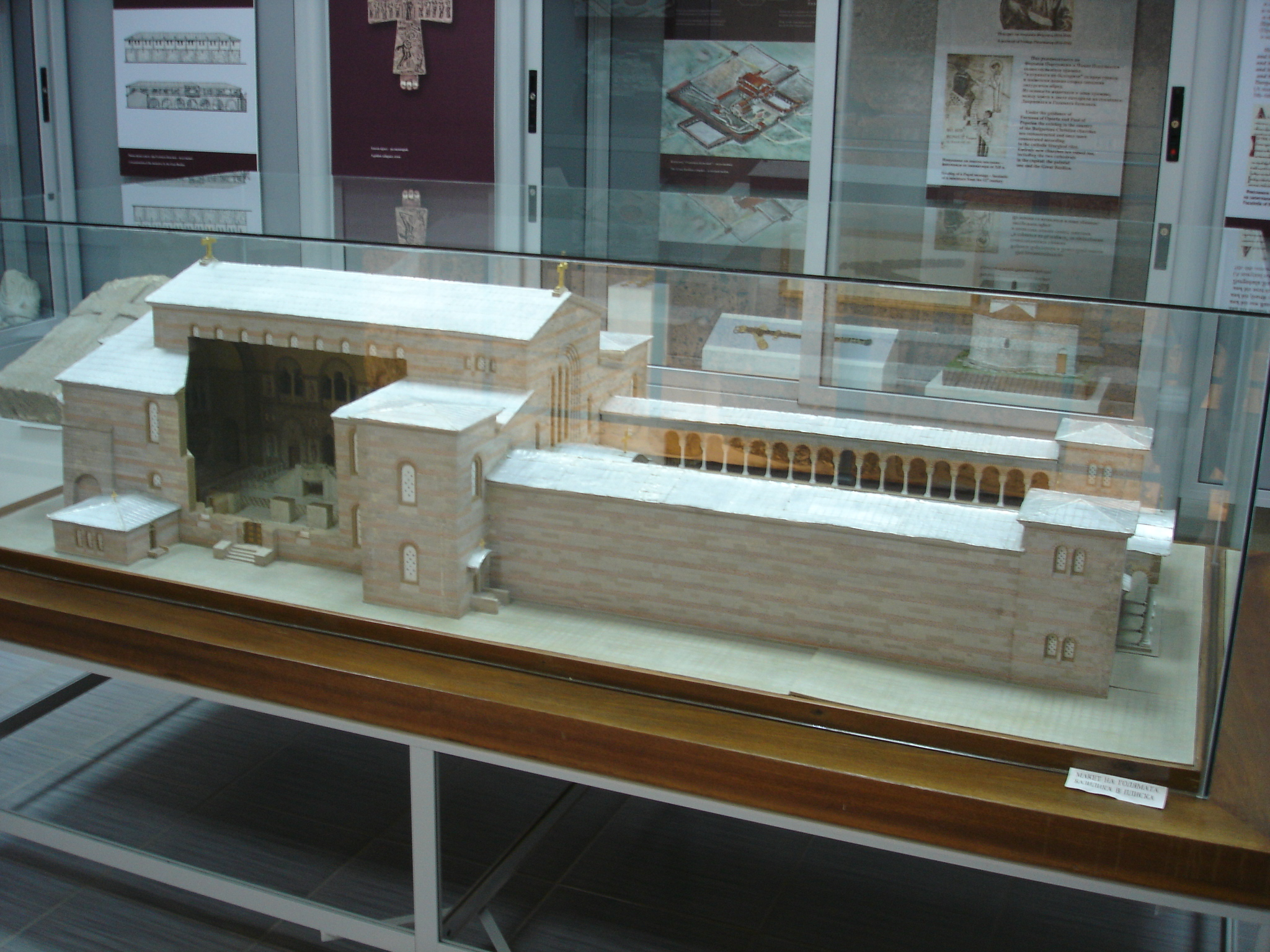
Макет базиліки
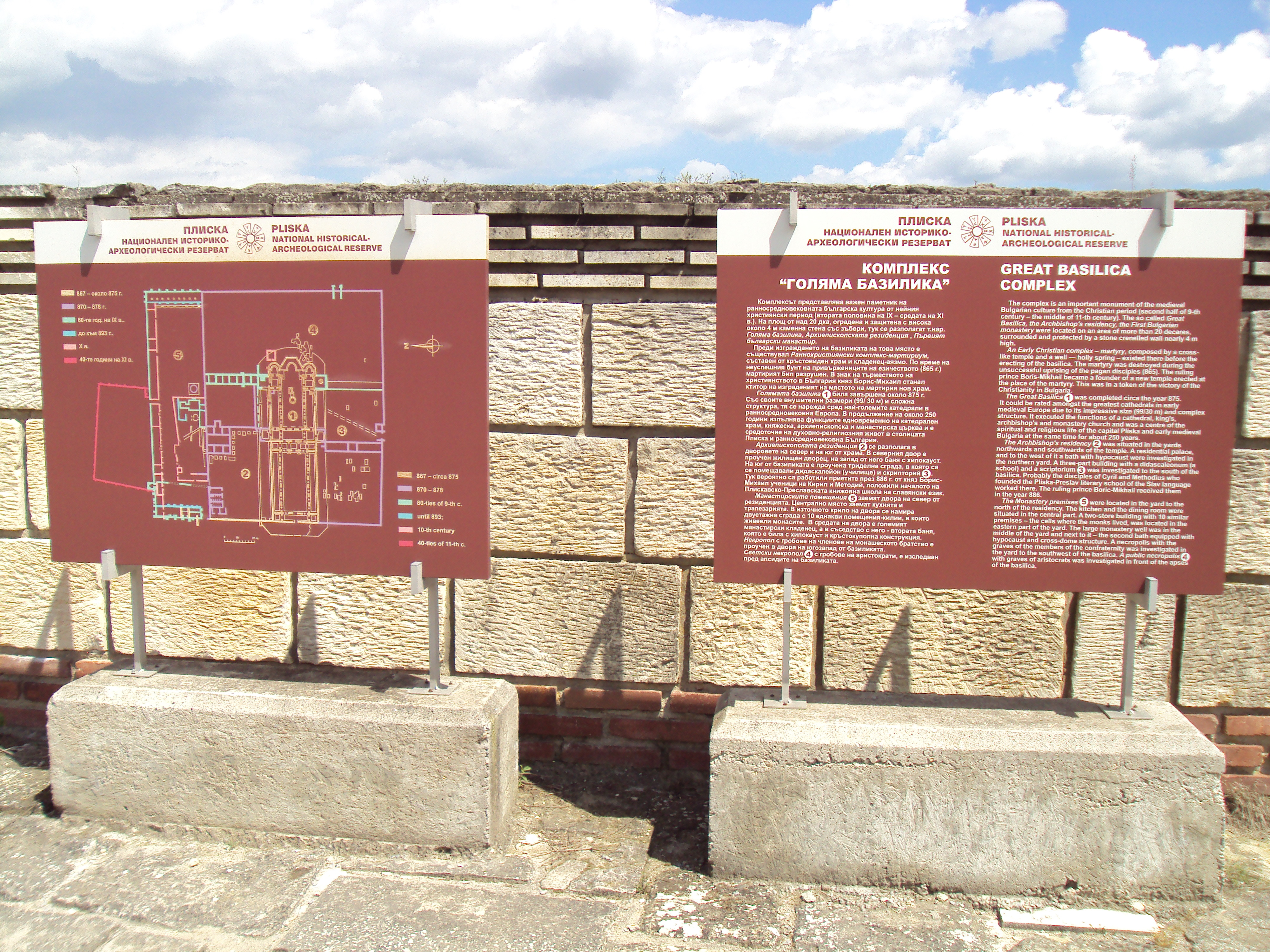
Інформаційне табло
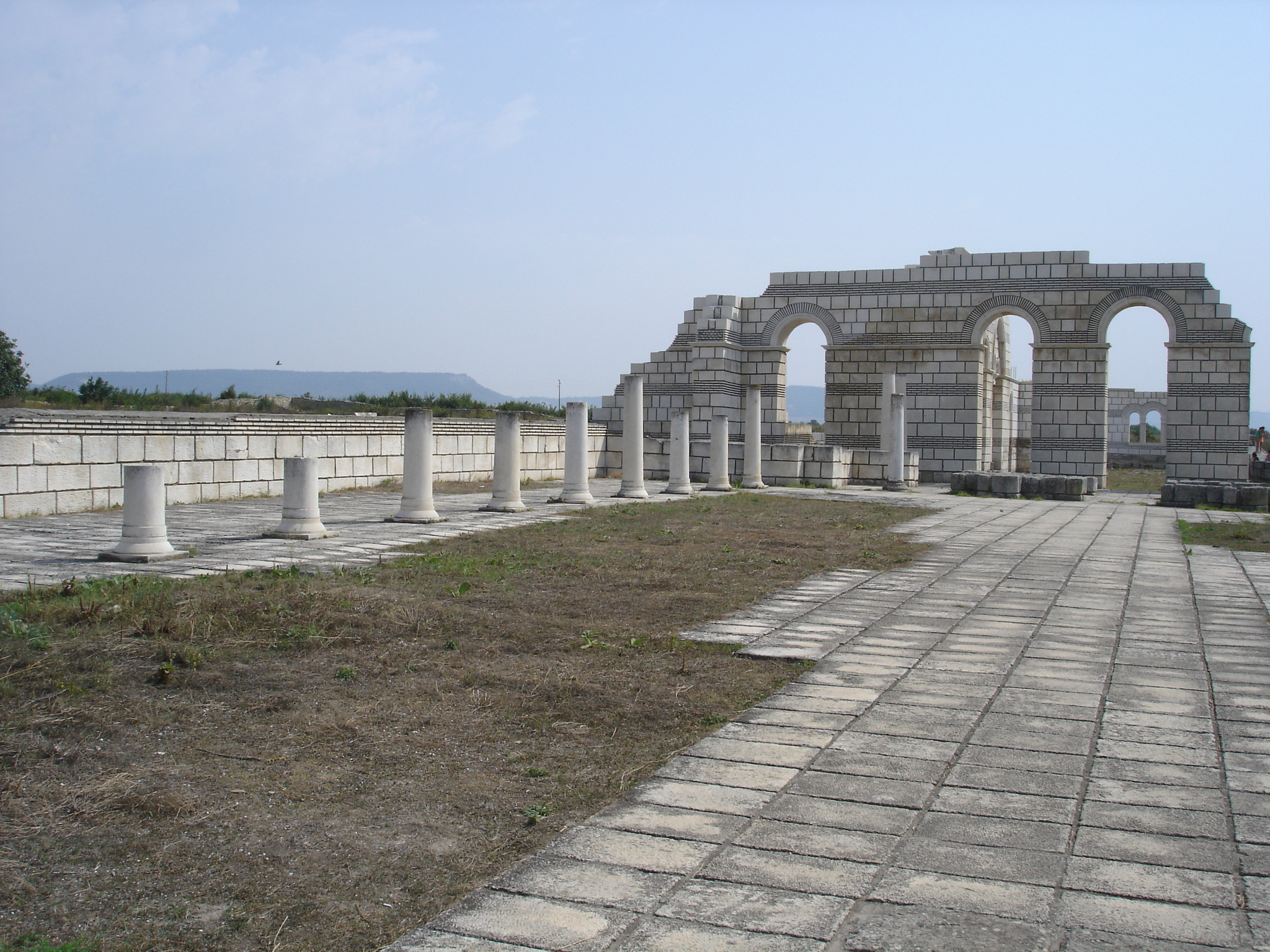
Базиліка всередині
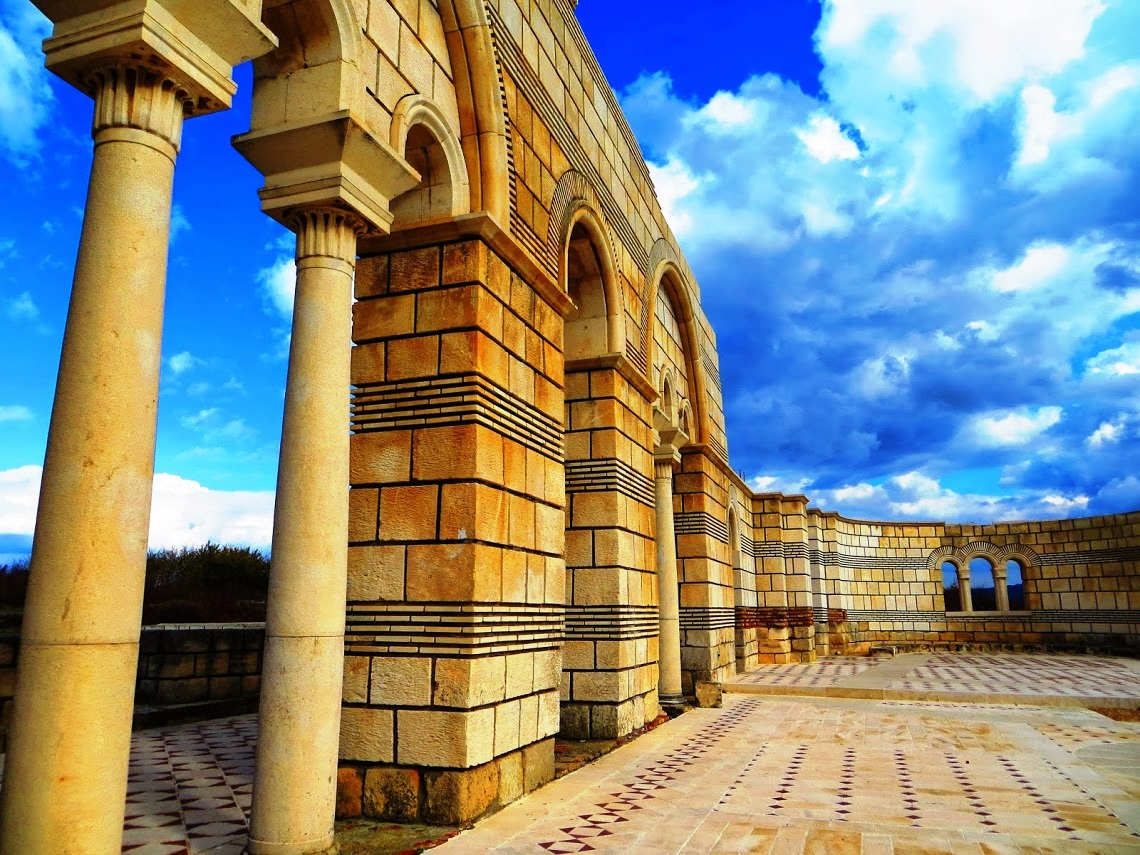
Базиліка всередині